# Amphisbaena fuliginosa
Amphisbaena fuliginosa este o specie de reptile din genul Amphisbaena, familia Amphisbaenidae, ordinul Squamata, descrisă de Linnaeus 1758.

## Subspecii
Această specie cuprinde următoarele subspecii:
- A. f. fuliginosa
- A. f. varia
- A. f. amazonica
- A. f. bassleri
- A. f. wiedi

## Galerie

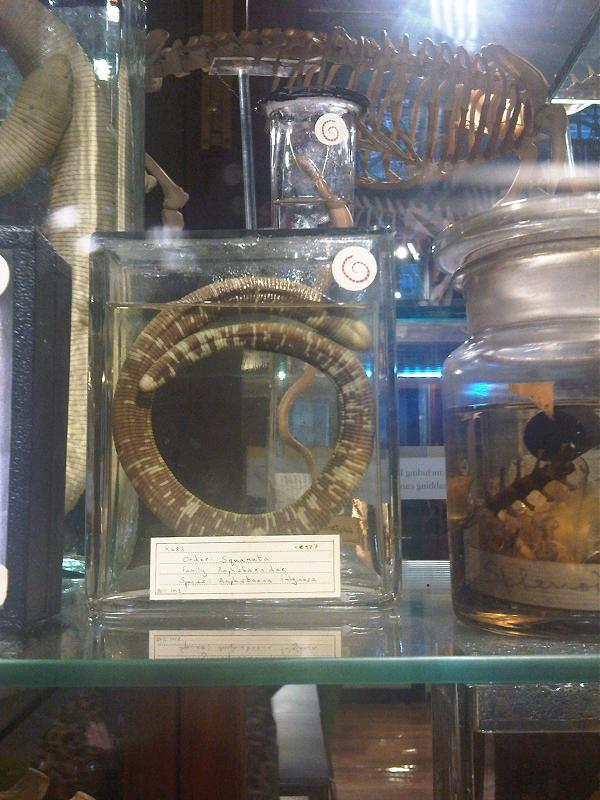